# … jetzt wird abgerechnet
… jetzt wird abgerechnet ist ein US-amerikanischer Western aus dem Jahr 1951 von Rod Amateau mit John Ireland und Wayne Morris in den Hauptrollen. Der Film wurde von Jack Broder Productions produziert.

## Handlung
Jefferson Waring hat während des Bürgerkrieges auf Seiten der Konföderierten gekämpft. Nach dem Ende des Krieges schwört der kampfesmüde Jefferson, nie wieder jemanden zu töten. Um ein friedliches Leben führen zu können, will er nach Westen ziehen. Nachdem er das Städtchen Independence in Missouri verlassen hat, wird er Zeuge, wie das Siedlerehepaar Lloyd getötet und deren Haus niedergebrannt wird. Die Täter sind Männer von Artemis Taylor, einem Großgrundbesitzer. Die Männer bemerken Jefferson, der auf seiner Flucht die Verfolger verwirrt, als er sein Pferd in eine Richtung treibt, er zu Fuß jedoch in die entgegengesetzte Richtung weitergeht.
Jefferson erreicht die Stadt und wird vom Zeitungsverleger Peter Sharpe in dessen Haus eingeladen. Jefferson schläft im Bett von Tochter Cathy ein, die ihn bei ihrer Rückkehr nach Hause wegen Landstreicherei festnehmen lässt. Später besucht sie ihn in der Zelle und will sich für ihren Irrtum entschuldigen, als die Nachricht von der Ermordung der Lloyds die Stadt erreicht. Cathy erklärt Jefferson, dass Taylor den größten Teil des Landes besitzt, sich aber weigert, es den Siedlern zu überlassen, die ihr durch Verträge gesichertes Recht der Landnahme in Anspruch nehmen wollen. Cathy fordert ihren Vater auf, die Wahrheit über den Mord zu veröffentlichen und bittet Jefferson, ihr zu helfen. Der enthüllt ihr, waffenlos zu sein und sich aus den örtlichen Problemen heraushalten zu wollen. Peter ist von Taylor finanziell abhängig und kann Jefferson bewegen, für ihn zu arbeiten.
Einige Tage später sucht Jefferson den Saloon auf und gerät in einen Kampf mit Sam Tobin, einen von Taylors Männern. Tobin steckt Jefferson eine Pistole in den Hosenbund und fordert ihn auf zu ziehen. Marshal Harding, ein Freund Taylors, verhindert eine Schießerei. Der angewiderte Jefferson will die Stadt verlassen. Zur gleichen Zeit sucht der Bankier Justin Stone, ein weiterer Freund Taylors, Peter auf und ermahnt ihn, dass er Artikel gegen die Siedler zu schreiben habe, wenn er eine Zwangsvollstreckung seiner Zeitung verhindern will. Jefferson verlässt Independence westwärts, wird aber von Norah Taylor und Taylors Vorarbeiter Ding Bell gefangen genommen. Taylor, blind und an den Rollstuhl gefesselt, erfährt, dass Jefferson Vermesser der Eisenbahn auf Taylors Land gesehen hat, und befiehlt, Jefferson zu töten. Taylor will das Land an die Eisenbahn verkaufen, was nicht möglich wäre, wenn die Siedler ihre Rechte durchsetzen. Ding bringt Jefferson nach draußen, um ihn zu erschießen. Jefferson kann den Vorarbeiter überzeugen, ihn gehen zu lassen, doch in diesem Moment erscheint Tobin und schießt auf beide. Der tödlich verletzte Bell kann Tobin erschießen.
Die Siedler haben sich getroffen, um eine Bürgerwehr zu bilden. Als der angeschossene Jefferson an ihrer Tür zusammenbricht, alarmieren sie einen Arzt. Wieder zu sich gekommen, erklärt er ihnen Taylors Pläne und bietet sich an, sie anzuführen. Harding erscheint und nimmt Jefferson fest. Ihm wird der Mord an Tobin und Bell vorgeworfen. Da Harding einen Kampf gegen die Siedler nicht anführen will, ernennt Taylor seine Tochter Norah zur Anführerin. Norah greift mit ihren Männern die Druckerei an, dabei wird Peter getötet. Voller Zorn bricht Jefferson aus seiner Zelle aus und kann sich bewaffnen. Harding sieht ihn, lässt ihn jedoch absichtlich entkommen. Jefferson versammelt die Siedler um sich und greift Norahs Truppe an. Norahs Männer ergeben sich nach einem blutigen Kampf, doch Norah selber flüchtet. Taylor erfährt von dem Sieg der Siedler und erleidet einen tödlichen Herzanfall. Norah hat sich in Stones Bankhaus geflüchtet und zwingt den Bankier, den Safe zu öffnen. Als sie ihn niederschießt, kann der verletzte Bankier Norah erschießen. Jefferson ist in die Stadt zurückgekehrt. Cathy kann ihn überzeugen, den reumütigen Marshal nicht zu töten.
Mehrere Wochen später haben Jefferson und Cathy die Zeitung übernommen. Beim Säubern der Büros legen sie eine Pause ein und küssen sich.

## Hintergrund
Gedreht wurde der Film vom 5. bis zum 19. September 1951 auf der Jack Ingram Ranch in Woodland Hills sowie in den Universal-Studios in Universal City, den Columbia-Studios in Culver City, den Warner-Studios in Burbank und den General-Service-Studios in Hollywood.
Frank Paul Sylos oblag die künstlerische Leitung. Edward G. Boyle war für das Szenenbild zuständig. Lee Zavitz schuf die Spezialeffekte.
Für Rod Amateau war es das Regiedebüt.

## Veröffentlichung
Die Premiere des Films fand am 7. Dezember 1951 in Boston statt. In der Bundesrepublik Deutschland kam er am 6. Juli 1962 in die Kinos.

## Kritiken
Das Lexikon des internationalen Films schrieb: „Gediegen konstruierter und gut gespielter, jedoch schablonenhafter Western.“
Der Kritiker des TV Guide sah einen Western mit den üblichen Anreizen.